# Argentat
Argentat je francouzské město, ležící v departementu Corrèze v Limousinu.

## Geografie
Město leží v Centrálním masivu na soutoku řek Dordogne a Maronne.

## Vývoj počtu obyvatel
Počet obyvatel

## Památky a turistické zajímavosti
- Přehrada d'Argentat
- Kostel Saint-Pierre
- Château du Bac

## Slavní obyvatelé města
- René Caillier (1879 - 1946), politik
- Emmanuel Berl (1892 - 1976), novinář a esejista
- Mireille Hartuch (1906 - 1996), zpěvačka a herečka